# 高島小金治

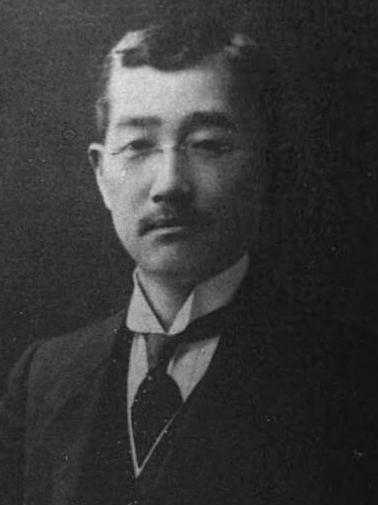
高島小金治

高島 小金治（たかしま こきんじ、1861年5月17日（文久元年4月8日） - 1922年（大正11年）3月28日）は、明治期の実業家。日清豆粕製造（現・日清オイリオグループ）初代社長。大倉喜八郎の女婿で、終始その片腕となり、大倉組副頭取を務めた。

## 経歴
上野国（現・群馬県）前橋市に士族高島有八の長男として生まれる。19歳の明治2年（1869年）に慶應義塾卒業後同塾の講師を3年務めたあと、政治活動に転じる。1886年（明治19年）渡米し,3年後に帰国して大倉喜八郎の軍需品輸入会社「内外用達会社」に入り取締役となる。
内外用達会社を解散し、合名会社大倉組の創立に参加し、副頭取に就任。大倉組では海外貿易を担当し、支那方面への兵器弾薬の輸出、インドの茶畑、南アメリカに向かって木材輸出を担当。満州にて日清豆粕製造社長となり、1887年（明治20年）に日本製靴、日本皮革を設立し、大倉商業学校理事となる。その後、韓国善隣商業学校評議員（韓国・現善隣インターネット高等学校）などを歴任。
永田町の自邸で亡くなる。享年62。没年、従六位に叙された。

## 親族
- 父・高島有八 - 川越藩士[2]
- 妻・つる - 大倉喜八郎三女。1877年生まれ。兄に大倉喜七郎。[2]
- 長男・直一郎 - 1894年生まれ。慶應義塾を経て米国留学、帰国後鐘淵紡績勤務[3]。妻の花（1898-1944）はリヨン総領事の山田忠澄とフランス人妻との次女[4]。
- 長女・亀子 - 1896年生まれ。夫の又木周夫は新高製糖、大倉喜七郎創立の日本自動車重役などを経て、日本内燃機、 曙石綿工業社長。[2][5]